# Wurmbea
Wurmbea là một chi thực vật có hoa trong họ Colchicaceae, bản địa châu Phi và Australia. Chi này chứa khoảng 50 loài, với khoảng 50% là đặc hữu cho mỗi khu vực.
Định nghĩa năm 2008 của chi Wurmbea đã được mở rộng để gộp cả Onixotis punctata và Onixotis stricta.

## Các loài

### Nhóm châu Phi
Nhóm loài châu Phi được World Checklist of Selected Plant Families công nhận tại thời điểm tháng 1/2015 gồm:
- Wurmbea angustifolia B.Nord., 1964 – Đông Zimbabwe tới miền nam châu Phi
- Wurmbea burttii B.Nord., 1978 – Lesotho tới KwaZulu-Natal
- Wurmbea capensis Thunb., 1781 – Tây nam tỉnh Cape
- Wurmbea compacta B.Nord., 1964 – Tây nam tỉnh Cape
- Wurmbea dolichantha B.Nord., 1986 – Tây nam tỉnh Cape
- Wurmbea elatior B.Nord., 1978 – Miền nam châu Phi
- Wurmbea elongata B.Nord., 1964 – Tây nam tỉnh Cape
- Wurmbea glassii (C.H.Wright) J.C.Manning & Vinn., 2007 – Nam tỉnh Cape
- Wurmbea hiemalis B.Nord., 1986 – Tây nam tỉnh Cape
- Wurmbea inusta (Baker) B.Nord., 1986 – Tây nam tỉnh Cape
- Wurmbea kraussii Baker, 1879 – Miền nam châu Phi
- Wurmbea marginata (Desr.) B.Nord., 1986 – Tây nam tỉnh Cape
- Wurmbea minima B.Nord., 1964 – Tây nam tỉnh Cape
- Wurmbea monopetala (L.f.) B.Nord., 1986 – Tây nam tỉnh Cape
- Wurmbea punctata (L.) J.C.Manning & Vinn., 2007 – Tây nam tỉnh Cape
- Wurmbea pusilla E.Phillips, 1917 – Lesotho tới KwaZulu-Natal
- Wurmbea recurva B.Nord., 1986 – Tây nam tỉnh Cape
- Wurmbea robusta B.Nord., 1986 – Tây nam tỉnh Cape
- Wurmbea spicata (Burm.f.) T.Durand & Schinz, 1894 – Tỉnh Cape
- Wurmbea stricta (Burm.f.) J.C.Manning & Vinn., 2007 – Tỉnh Cape
- Wurmbea tenuis (Hook.f.) Baker, 1879 – Nhiệt đới và miền nam châu Phi
- Wurmbea variabilis B.Nord., 1986 – Tỉnh Cape.

### Khu vực Australia
Nhóm loài Australia được World Checklist of Selected Plant Families công nhận tại thời điểm tháng 1/2015 bao gồm:
- Wurmbea australis (R.J.Bates) R.J.Bates, 2007 – Nam Australia
- Wurmbea biglandulosa (R.Br.) T.D.Macfarl., 1980 – Đông nam Queensland tới đông nam Australia
- Wurmbea calcicola T.D.Macfarl., 1993 – Tây nam Australia
- Wurmbea centralis T.D.Macfarl., 1980 – Trung và nam Australia
- Wurmbea cernua T.D.Macfarl., 1980 – Nam Tây Australia
- Wurmbea citrina (R.J.Bates) R.J.Bates, 2007 – Đông nam Australia
- Wurmbea decumbens R.J.Bates, 1995 – Nam Australia (bán đảo Eyre)
- Wurmbea densiflora (Benth.) T.D.Macfarl., 1980 – Tây Australia
- Wurmbea deserticola T.D.Macfarl., 1980 – Tây & trung Australia
- Wurmbea dilatata T.D.Macfarl., 1980 – Tây Tây Australia
- Wurmbea dioica (R.Br.) F.Muell., 1877 – Tây nam & đông nam Australia
- Wurmbea drummondii Benth., 1878 – Tây nam Australia
- Wurmbea fluviatilis T.D.Macfarl. & A.L.Case, 2011 – Tây bắc Tây Australia
- Wurmbea graniticola T.D.Macfarl., 1986 – Tây nam Australia
- Wurmbea inflata T.D.Macfarl. & A.L.Case, 2007 – Tây trung Tây Australia
- Wurmbea inframediana T.D.Macfarl., 1980 – Tây Tây Australia
- Wurmbea latifolia T.D.Macfarl., 1980 – Đông nam Australia
- Wurmbea monantha (Endl.) T.D.Macfarl., 1980 – Tây & tây nam Tây Australia
- Wurmbea murchisoniana T.D.Macfarl., 1986 – Tây Tây Australia
- Wurmbea nilpinna R.J.Bates, 2007 – Nam Australia
- Wurmbea odorata T.D.Macfarl., 1980 – Tây Tây Australia
- Wurmbea pygmaea (Endl.) Benth., 1878 – Tây tây nam Tây Australia
- Wurmbea saccata T.D.Macfarl. & S.J.van Leeuwen, 1996 – Tây bắc Tây Australia
- Wurmbea sinora T.D.Macfarl., 1980 – Tây nam & nam Tây Australia
- Wurmbea stellata R.J.Bates, 1995 – Nam Australia
- Wurmbea tenella (Endl.) Benth., 1878 – Tây Australia
- Wurmbea tubulosa Benth., 1878 – Tây tây nam Tây Australia
- Wurmbea uniflora (R.Br.) T.D.Macfarl., 1980 – Đông nam Australia